# Volební obvod See-Gaster
Volební obvod See-Gaster (německy Wahlkreis See-Gaster) je jedním z 8 volebních obvodů v kantonu St. Gallen ve Švýcarsku, které vznikly podle nové ústavy kantonu St. Gallen z 10. června 2001. Tyto volební obvody již neplní žádné úkoly kantonální správy. Obvod See-Gaster se nachází na jihozápadě kantonu St. Gallen, zčásti u Curyšského jezera a jezera Walensee, čemuž odpovídá i jeho název.

## Seznam obcí
| Znak            | Název obce      | Počet obyvatel (31. 12. 2023) | Rozloha (km²) | Hustota zalidnění (obyv./km²) |
| --------------- | --------------- | ----------------------------- | ------------- | ----------------------------- |
| Amden           | Amden           | 1906                          | 43,05         | 44                            |
| Benken          | Benken          | 3035                          | 16,49         | 184                           |
| Eschenbach      | Eschenbach      | 10 169                        | 54,89         | 185                           |
| Gommiswald      | Gommiswald      | 5657                          | 33,59         | 168                           |
| Kaltbrunn       | Kaltbrunn       | 5084                          | 18,64         | 273                           |
| Rapperswil-Jona | Rapperswil-Jona | 28 640                        | 22,26         | 1287                          |
| Schänis         | Schänis         | 4154                          | 39,90         | 104                           |
| Schmerikon      | Schmerikon      | 4162                          | 4,15          | 1003                          |
| Uznach          | Uznach          | 7014                          | 7,54          | 930                           |
| Weesen          | Weesen          | 1871                          | 5,40          | 346                           |
| Celkem (10)     | Celkem (10)     | 71 692                        | 245,91        | 292                           |